# Alophoixus finschii
Alophoixus finschii là một loài chim trong họ Pycnonotidae.